# Выкупная операция
Выкупная операция — государственная кредитная операция, проведённая правительством Российской империи в связи с отменой крепостного права. Операция была проведена с целью способствовать переходу надельной земли в собственность крестьян. До выкупа крестьяне, оставаясь лично свободными, продолжали расплачиваться за пользование помещичьей землёй через барщину и оброк (так называемые «Временнообязанные крестьяне»).

## Суть операции
Выкупная операция осуществлялась согласно «Положению о выкупе»: «правительство ссужает под приобретаемые крестьянами земли определенную сумму, с рассрочкою уплаты её на продолжительный срок» (ст. 4-я). Для получения средств на ссуды правительство выпустило особые процентные бумаги, как это бывает при обыкновенном долгосрочном кредите. Рассрочка была установлена в 49 1/2 лет с ежегодной выплатой крестьянами правительству 6% от суммы задолженности.
Правительство принимало на себя уплату процентов и капитала по выданным помещикам процентным бумагам, а крестьяне делались из временнообязанных крестьянами-собственниками и становились в непосредственное отношение к правительству по уплате процентов и погашения по выданным выкупным ссудам.

## Правила выкупа
Крестьяне могли выкупить усадьбу независимо от согласия на то помещика; но при выкупе одной усадьбы выкупную сумму, исчисленную на основании 13 — 19 статей Положения о выкупе, должны были внести сами крестьяне сполна. Выкупная ссуда имела место только при приобретении крестьянами усадебной оседлости вместе с полевыми землями и угодьями. С заключением выкупной сделки обязательные поземельные отношения крестьян к помещикам прекращались.
Выкуп же земли, как общее правило, был поставлен в зависимость от взаимного добровольного соглашения между помещиком и крестьянами. Рядом с этим, выкуп мог быть для крестьян также и обязательный, по требованию помещика; но в последнем случае размер вознаграждения определялся только выкупной ссудой, и помещик терял право на дополнительные платежи. О дополнительных платежах, которые всецело зависели от соглашения между помещиками и крестьянами, статистических данных нет, а потому в настоящее время нельзя выяснить точно действительную стоимость выкупленных крестьянами наделов (по данным БСЭ, дополнительные платежи составляли обычно 20—25 % выкупной ссуды). Для определения размера выкупной ссуды и выкупных платежей делалась выкупная оценка следующим образом. Годовой оброк, установленный в пользу помещика за отведенный в постоянное пользование крестьян надел, капитализировался из шести процентов, то есть помножался на шестнадцать и две трети. Из исчисленной таким образом капитальной суммы, которую называли выкупной оценкой, помещику выдавалось 80% (при приобретении крестьянами полного по уставной грамоте надела) или 75% (при уменьшенном наделе); иногда же допускалась и ссуда полностью (статья 67 Положения о выкупе).
Из 6% ежегодной выплаты ½% предназначалось правительством для покрытия расходов по организации и ведению выкупной операции, а остальные 5½% — на уплату процентов по выданным помещикам процентным бумагам и на погашение выкупного долга.
Положение о выкупе допускало также досрочное погашение (статьи 165, 169, 162; 161, 162 и 115). Из этих статей в особенности большое практическое значение имела 165 статья, по которой каждый отдельный домохозяин имел право внести выкупную сумму, следующую с него по расчёту, за находящейся в его пользовании надел, и требовать затем выдела ему соответственного участка, который становился его частной собственностью. Эта статья расшатывала общинное землевладение. Выкуп по 165 статье в конце XIX века прогрессивно возрастал: до 1882 года было выкуплено 47 735 душевых наделов в количестве 178 тысяч десятин, а к 1887 году цифра эта поднялась до 101 413 душевых наделов, в количестве 394 504 десятин, то есть за 6 лет (1882—1887) выкуплено больше чем вдвое наделов и земли против того, сколько было выкуплено за 20 предшествовавших лет.

## Размер выкупных платежей
Выкупные платежи стали для крестьян самой тяжёлой формой прямых налогов; их размер зависел от прежде существовавшего оброка. Однако, выкупные платежи, как можно видеть по способу их исчисления, были меньше оброчных. Введение выкупной операции было равносильно замене бессрочных, повышаемых через каждые 20 лет оброчных платежей за землю, находящуюся только в постоянном пользовании, относительно умеренными срочными платежами за ту же землю, переходящую в собственность крестьян.
В нечернозёмных промысловых губерниях имела место несоразмерность выкупных платежей за землю, определённых на основе оброка (который крестьяне уплачивали, занимаясь отхожим промыслом) со сравнительно низкой ценностью и доходностью земли. В этих губерниях требование помещиками выкупа представляло для них прямой экономический расчет, так как помещик, несмотря на сопряженный с этим отказ от дополнительных взносов и потерю на курсе в процентных бумагах (если он желал реализовать в деньгах выкупную ссуду), в сущности как бы продавал крестьянам землю за цену, далеко превышавшую действительную её стоимость. На 1877 год число сделок по требованию помещиков почти вдвое превышало число сделок по обоюдному соглашению, что несомненно доказывает, что оброчные платежи и основанная на них выкупная стоимость наделов были, в общем, гораздо выше действительной ценности и доходности земли и что выкупная операция была весьма выгодною для помещиков. По относительному проценту выкупных сделок, совершенных по требованию помещиков, на первом месте стояли все промысловые губернии, где более половины выкупных сделок были совершены по требованию помещиков.
Несмотря на сделанное по закону 28 декабря 1881 г. значительное понижение выкупных платежей бывших помещичьих крестьян, выкупные платежи бывших государственных крестьян в большинстве губерний были на 20 и более процентов ниже, чем у бывших помещичьих крестьян.
По оценкам авторов БСЭ, оценка земли по выкупу была значительно выше её цены: в чернозёмных губерниях — 342 млн рублей и 284 млн рублей; в нечернозёмных — 342 млн рублей и 180 млн рублей.

## Роль операции в снабжении помещиков капиталом
Крестьянская реформа привела к коренному изменению в способе хозяйничанья или извлечения дохода из земли. Даровой труд отменялся, надо было рассчитывать на наемных рабочих, которые не могли довольствоваться одною натуральной платой. К этому присоединялась еще прежняя задолженность русского землевладения, с одной стороны, и ликвидация, с 1859 года, старых кредитных учреждений — с другой. Ко времени крестьянской реформы в государственных кредитных установлениях состояло в залоге 44 166 имений, на которых числилось долгу 425 503 061 р. При такой громадной задолженности, свидетельствующей о большой нужде помещичьего класса в деньгах, приостановление Высочайшим повелением 16 апреля 1859 года, в видах преобразования государственных кредитных установлений, выдачи из них ссуд под залог помещичьих населенных имений, вызывало настоятельную нужду в новом источнике займов. Устройство частных земельных банков началось только в 1864 году, а до этого времени, с 1861 года, выкупная операция представляла единственный изобильный источник удовлетворения потребности помещиков в капитале.
Положение допускало перевод помещичьего долга прежним кредитным установлениям на надельные земли крестьян, состоявших на оброке, причем с остальной земли снималось запрещение; но этот способ был все-таки менее удобен с точки зрения получения под залог имения возможно большей ссуды, потому что перевод долга допускался лишь в размере 70% выкупной ссуды.
Задолженность дворянского землевладения значительно облегчила финансовую сторону выкупной операции, так как при переводе помещичьих долгов кредитным установлениям на крестьянские наделы не требовалось выпуска процентных бумаг на всю сумму выкупной ссуды. По балансу операции на 1 января 1881 года, на 748 531 385 р. 29 к. выкупной ссуды приходилось 302 666 578 р. 88 к. долга помещиков бывшим кредитным установлениям.

## Обязательный выкуп
Действие причин, заставлявших помещиков соглашаться на выкуп или требовать его, с течением времени постепенно ослабевало, так что к 1880-м годам временнообязанных крестьян оставалось еще свыше 15%. Наибольшее число временнообязанных крестьян оставалось в тех местностях, где помещику казалось невыгодным требовать выкупа или согласиться на выкупную сделку при условиях, желательных для крестьян. Положение временнообязанных крестьян, по собранным правительством сведениям, оказывалось крайне неудовлетворительным и в общем гораздо худшим, чем положение крестьян-собственников в той же местности — а между тем надеяться на добровольный выкуп с каждым годом становилось труднее. Временнообязанные отношения крестьян грозили в некоторых местностях превратиться в вечнообязательные. Ввиду такого положения дела, правительство установило, законом 1881 года, обязательный выкуп, с 1 января 1883 года, для всех крестьян, остававшихся еще к тому времени во временнообязанных отношениях.
В 9 Западных губерниях (Виленской, Гродненской, Ковенской, Минской, Витебской, Могилевской, Киевской, Подольской и Волынской) обязательный выкуп был введен указами 1863 года. Применение его началось для некоторых местностей этой области с мая и сентября 1863 года, для других — с 1 января 1864 года.
На Кавказе и в Закавказье обязательный выкуп был введён только в 1912—1913 годах.

## Выкуп земли удельными и государственными крестьянами
Кроме бывших помещичьих крестьян выкуп земель, в силу особых законов и на несколько иных основаниях, был распространен и на две другие обособленные группы: на крестьян удельных и государственных. По положению 26 июня 1863 года о поземельном устройстве крестьян государевых, дворцовых и удельных имений, все находившиеся в пользовании этих крестьян земли были предоставлены им не в постоянное пользование, как при наделении помещичьих крестьян, а в собственность, с применением обязательного выкупа. Удельное ведомство предоставило крестьянам в собственность те земли, которые находились в их пользовании, не увеличивая прежних платежей, а обращая их в выкупные, платимые в течение 49 лет. Для определения выкупной суммы, следующей с удельных крестьян, их прежний оброк за отведенные им земли капитализировался из 6% (умножались на 16 2/3); с полученной таким образом выкупной суммы крестьяне должны вносить в течение 49 лет в доход удельного или дворцового ведомства по 6 коп. с рубля. Таким образом, выкуп земель бывшими удельными крестьянами был совершён без посредства выкупной операции, то есть без выдачи уделу капитальной суммы процентными бумагами.
Вначале по положению 24 ноября 1866 года о поземельном устройстве бывших государственных крестьян, за этими крестьянами были закреплены в постоянное пользование их наделы, с платежом так называемой оброчной подати (и лесного налога за лесные наделы), устанавливаемой в неизменном размере на каждые 20 лет. Таким образом, первая переоброчка должна была наступить в 1886 году; но с приближением этого срока было решено оброчную подать превратить в выкупные платежи. Мнение государственного совета от 28 мая 1885 преобразовало оброчную подать на основаниях, необходимых для окончательного её выкупа в сорокачетырехлетний срок, с 1 января 1887 года, с тем, чтобы общая сумма имеющих заменить её выкупных платежей превышала не более чем на 45 процентов нынешнюю общую сумму этой подати и чтобы распределение выкупных платежей между селениями было, по возможности, соразмерно с ценностью и доходностью состоящих в их распоряжении наделов.

## Ход операции
Наибольшее число выкупных сделок было заключено в первое время по освобождении. К 1864 году из всего числа бывших крепостных приступило к выкупу 16,7%.
На 1 января 1877 года в 39 губерниях, состоящих на общем положении, число утверждённых выкупных сделок было 61 784; из них состоялось по соглашению с помещиком 21 598 (35%) и по одностороннему требованию помещиков 40 186 (65%).
Несмотря на недоимки в 16—17 миллионов рублей по выкупным платежам, вызванные переоценкой ценности земли, выкупная операция в целом за первые 20 лет принесла 40 миллионов рублей прибыли. В связи с этим по указу от 28 декабря 1881 года выкупные платежи были понижены:
- общее понижение — для всех бывших помещичьих крестьян, как состоявших в то время на выкупе, так и имевших перейти на выкуп, в силу изданного одновременно указа о прекращении обязательных отношений крестьян с 1 января 1883 года, было определено в один рубль с душевого надела — в губерниях и местностях «великороссийского положения» и в 6% с годового оклада выкупного платежа — в местностях, состоящих «на малороссийском положении».
- добавочное, или специальное понижение, для тех селений бывших помещичьих крестьян, хозяйство которых вследствие неблагоприятных обстоятельств пришло в упадок.

Совокупное, общее и специальное понижение выкупных платежей по 49 губерниям определилось в 10 965 474 рублей, что составило 27 % годового оклада этих платежей до понижения; но по отдельным губерниям, а тем более по уездам и селениям, этот процент колеблется в весьма широких пределах, от 16% (Херсонская губерния) до 92% (Олонецкая губерния). В 25 уездах выкупные платежи были понижены наполовину и более против прежнего оклада, а в 57 понижение составило не более 16%. Из общей суммы понижения выкупных платежей 58% (6 382 204 рубля) пошло на общее понижение, а 42% (4 583 270 рублей) на понижение специальное.
С 1861 года по 1906 год с бывших помещичьих крестьян было получено свыше 1,6 млрд рублей; доход правительства составил около 700 млн рублей.

### Отмена выкупных платежей
Выкуп всех надельных земель бывших помещичьих крестьян должен был окончиться в 1932 году, но выкупные платежи были прекращены с 1 января 1907 года в рамках столыпинской аграрной реформы под влиянием революции 1905 года.
3 ноября 1905 года (при председателе Совета министров С. Ю. Витте, главноуправляющем землеустройством и земледелием Н. Н. Кутлере) были выпущены Высочайший манифест и сопровождающий его указ , по которым выкупные платежи бывших помещичьих крестьян с 1 января 1906 года уменьшались наполовину, а с 1 января 1907 года отменялись полностью. Это решение было чрезвычайно важным и для правительства, и для крестьян. Государство отказалось от крупных бюджетных поступлений, причем в тот момент, когда бюджет имел значительный дефицит, покрывавшийся внешними займами. Крестьяне получили налоговую льготу, распространявшуюся на крестьян, но не на прочих владельцев земли; после этого налогообложение всех земель более не зависело от того, к какому сословию принадлежали их собственники. Хотя крестьяне более не платили выкупных платежей, помещики, сохранившие выкупные обязательства государства (к тому моменту имевшие вид 4 % ренты), продолжали их получать.
Отмена выкупных платежей превратила всю выкупную операцию из прибыльной для бюджета в убыточную (суммарный убыток по выкупной операции составил 386 млн руб.). Было сложено 1.674.000 тыс. рублей долга, подлежащих выплате в рассрочку на различных условиях (выплаты по некоторым долгам должны были продолжаться до 1955 года) , при этом текущие выпавшие доходы бюджета составляли около 96 млн руб. в год (5.5 % от доходной части бюджета) . В целом, отмена выкупных платежей представляла собой крупнейшую финансовую жертву государства, направленную к решению аграрной проблемы. Все дальнейшие правительственные мероприятия уже не имели столь затратного характера.
Отмена самих выкупных платежей была более конструктивным мероприятием, чем многократно производимое ранее аннулирование неустоек по просроченным платежам (представлявшее собой прямое стимулирование задержек выплат). Однако и это мероприятие поставило общины, выплачивавшие выкупные платежи с задержками и отсрочками, в более выгодное положение, чем общины, завершившие выкуп досрочно. В результате, данное мероприятие было воспринято крестьянами более как отступление правительства перед натиском аграрных волнений лета 1905 года, чем как полезная субсидия. Невыполнение законных обязательств получило некоторую награду, и это послужило одной из причин того, что данная мера (самая дорогостоящая из всех принятых) не достигла главной цели — аграрные волнения к лету 1906 года возобновились с ещё большей силой (см. далее).
Принципиальным следствием отмены выкупных платежей была потенциальная возможность дальнейшей реформы землевладения. Сельские общества как коллективные владельцы земли и владельцы подворных участков и ранее могли располагать своей землей достаточно свободно, но только при условии, что был завершен её выкуп (или же она была куплена в ходе частных сделок уже после наделения), в противном случае любые операции с землей требовали согласия государства как кредитора. При отмене выкупных платежей сельские общества и владельцы подворных участков улучшили качество своего права собственности .

## В других странах
Выкупной операцией в российской литературе назывался выкуп земельных прав у помещиков в разных странах, в том числе:
- выкуп прав копигольдерами в Англии в середине XIX века[5]. Выкуп производился без финансовой помощи государства, но на основе принятых законов (с 1851 года выкуп был принудительным).
- выкуп земли крестьянами в южно-немецких государствах в XIX веке на основании государственных постановлений (нем. Ablösungs Gezetze, Ablösungs Ordnung) с финансовой помощью государств[6].